# Лазар Вишин
Лазар Вишин е български македонски емигрантски деец на Македоно-одринската организация и Вътрешната македоно-одринска революционна организация.

## Биография
Роден е във велешкото Башино село. Участва като доброволец в Сръбско-турската война от 1876 година, а после и в Българското опълчение по време на Руско-турската освободителна война. В 1885 година участва като доброволец в Сръбско-българската война. Работи като чиновник при Санитарната дирекция в София и съдебен чиновник.
Поддържа приятелски връзки с лидера на ВМОРО Даме Груев и подкрепя организацията от България.
Деец е на Македоно-одринската организация и е секретар на Софийското македоно-одринско дружество. През април 1901 година е делегат на Осмия македоно-одрински конгрес от Софийското дружество и е избран за секретар на конгреса.
При избухването на Балканската война в 1912 година е доброволец в Македоно-одринското опълчение и служи в Лазарета на МОО.